# Andriej Zazrojew
Andriej Iwanowicz Zazrojew (Zazroszwili) (ros. Андрей Иванович Зазроев (Зазрошвили); ur. 21 października 1925 w Tyflisie, zm. 16 marca 1987 w Tbilisi) – rosyjski piłkarz pochodzenia gruzińskiego, grający najczęściej na pozycji napastnika, trener piłkarski.

## Kariera piłkarska

### Kariera klubowa
Wychowanek klubu Dinamo Tbilisi. W 1946 karierę zawodniczą zaczynał jako zawodnik Krylji Sowietow Mołotow. Następnie występował w Dinamie Tbilisi. W 1952 przez konflikt z trenerami tbiliskiego klubu przeszedł do Dynama Kijów, w którym został obrany kapitanem drużyny. W 1956 powrócił Dynama Tbilisi, w którym zakończył karierę.

## Kariera trenerska
Po zakończeniu kariery piłkarskiej rozpoczął pracę trenerską. W latach 1958–1959 trenował klub Buriewiestnik Tbilisi. W 1959 pomagał trenować Dinamo Tbilisi. Następnie prowadził kluby Alazani Gurdżaani, Energetik Duszanbe, Spartak Ordżonikidze i Meszachte Tkibuli. W latach 1968–1970 pracował na stanowisku głównego trenera Spartak Ordżonikidze, z którym awansował do Wyższej Ligi ZSRR. W 1970 również pełnił funkcję dyrektora w Spartaku Ordżonikidze. Potem prowadził kluby Dila Gori, Metalurgi Rustawi, Spartak Tbilisi i jeszcze dwa razy Spartak Ordżonikidze.

## Sukcesy i odznaczenia

### Sukcesy klubowe
- wicemistrz ZSRR: 1951, 1952
- brązowy medalista Mistrzostw ZSRR: 1950
- zdobywca Pucharu ZSRR: 1954

### Sukcesy trenerskie
- mistrz Pierwszej ligi ZSRR: 1969

### Sukcesy indywidualne
- wybrany do listy 33 najlepszych piłkarzy ZSRR: Nr 1 – 1952
- król strzelców Mistrzostw ZSRR: 11 goli – 1952

### Odznaczenia
- nagrodzony tytułem Zasłużonego Mistrza Sportu ZSRR: 1955
- nagrodzony tytułem Zasłużonego Trenera Rosyjskiej FSRR: 1977